# Diénay
Diénay est une commune française située dans le département de la Côte-d'Or en région Bourgogne-Franche-Comté. Diénay fait partie de la communauté de communes des vallées de la Tille et de l'Ignon (COVATI). Les gentilés sont "Diénaisois" et "Diénaisoises".

## Géographie
Le territoire de Diénay (15,38 km2) est coupé d'ouest en est par la vallée de l'Ignon qui sépare deux zones de collines, celle du sud fait partie du grand massif couvert par les forêts domaniales d'Is-sur-Tille et de Val-Suzon, celle du nord s'intègre à l'extrémité méridionale du plateau de Langres. Les collines sont couvertes de forêts, les terres plus basses sont occupées par l'agriculture et dans une moindre importance par des prairies sur les rives de la rivière. Le point culminant de la commune est à 427 m dans le bois de la Brosse au nord, le point le plus bas sur le cours aval de l'Ignon à 282 m. Le village est installé sur la rive gauche de l'Ignon, il était traversé par la route qui relie Châtillon-sur-Seine à Is-sur-Tille (D 901) qui a été déviée en 1974.

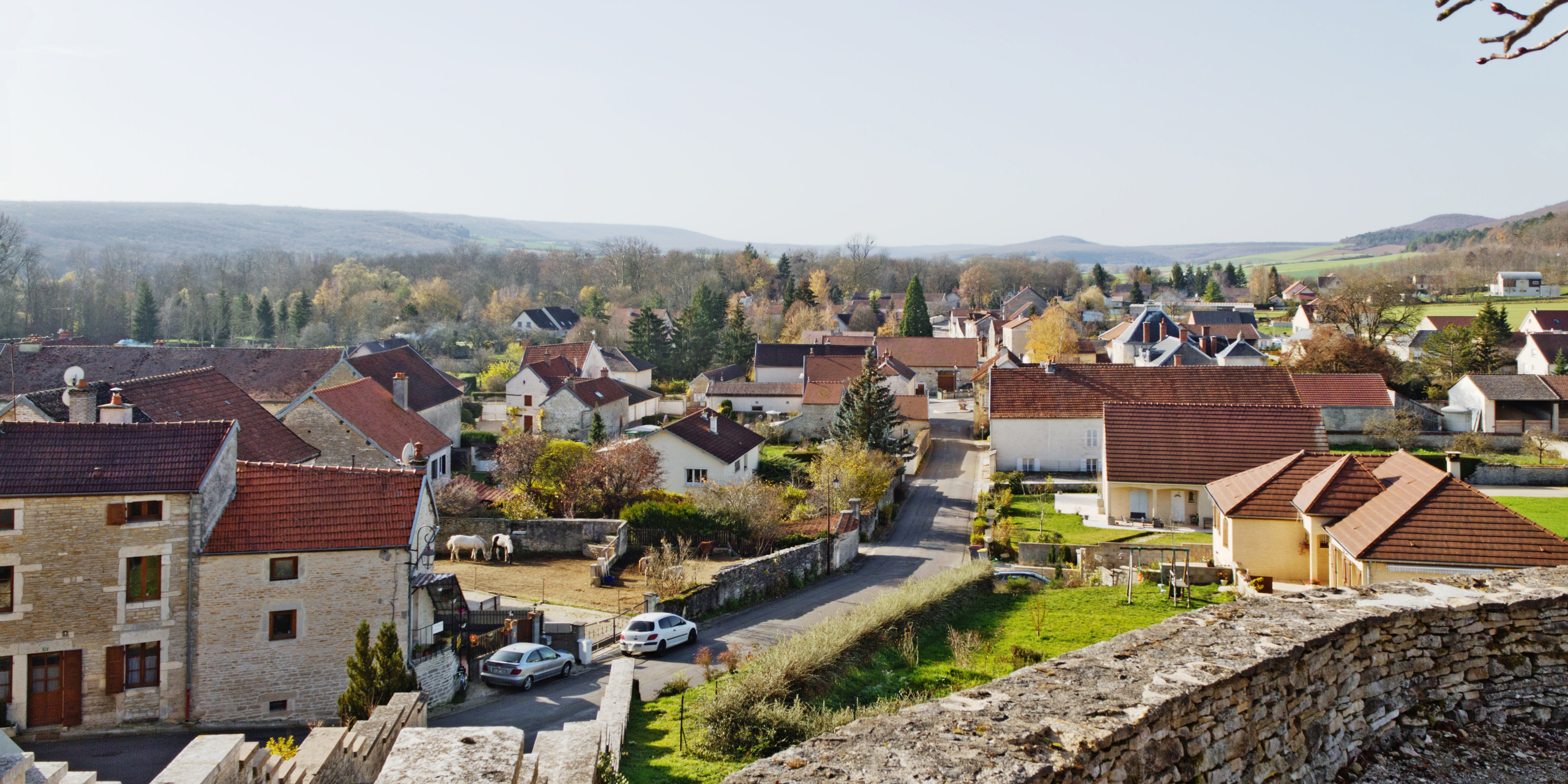
Diénay vu depuis le parvis de l'église.

### Hameaux, écarts, lieux-dits
La population est regroupée dans le village, la commune n'a pas de hameaux rattachés ni d'habitations isolées.
- lieux-dits d'intérêt local :  bois de la Brosse, bois du Charmoy, bois de Champ-Fouchard.

### Hydrographie
Plusieurs sources apparaissent au pied des collines comme la fontaine Marceveau, certaines sont captées pour les besoins de l'homme, d'autres donnent naissance à des ruisseaux (source de Sept-Fontaines, fontaine Petit). Certaines apparaissent dans la vallée et irriguent les prairies (source des Prés-de-Brie, fontaine du Vivier). La faible déclivité de l'Ignon (à peine plus d'un mètre au kilomètre) a donné lieu à la formation d'étangs, les plus petits sont d'anciens méandres de la rivière, autour des plus grands a été aménagé le parc du château Veil-Picard. Un bief dévié de l'Ignon alimente le moulin et le lavoir.

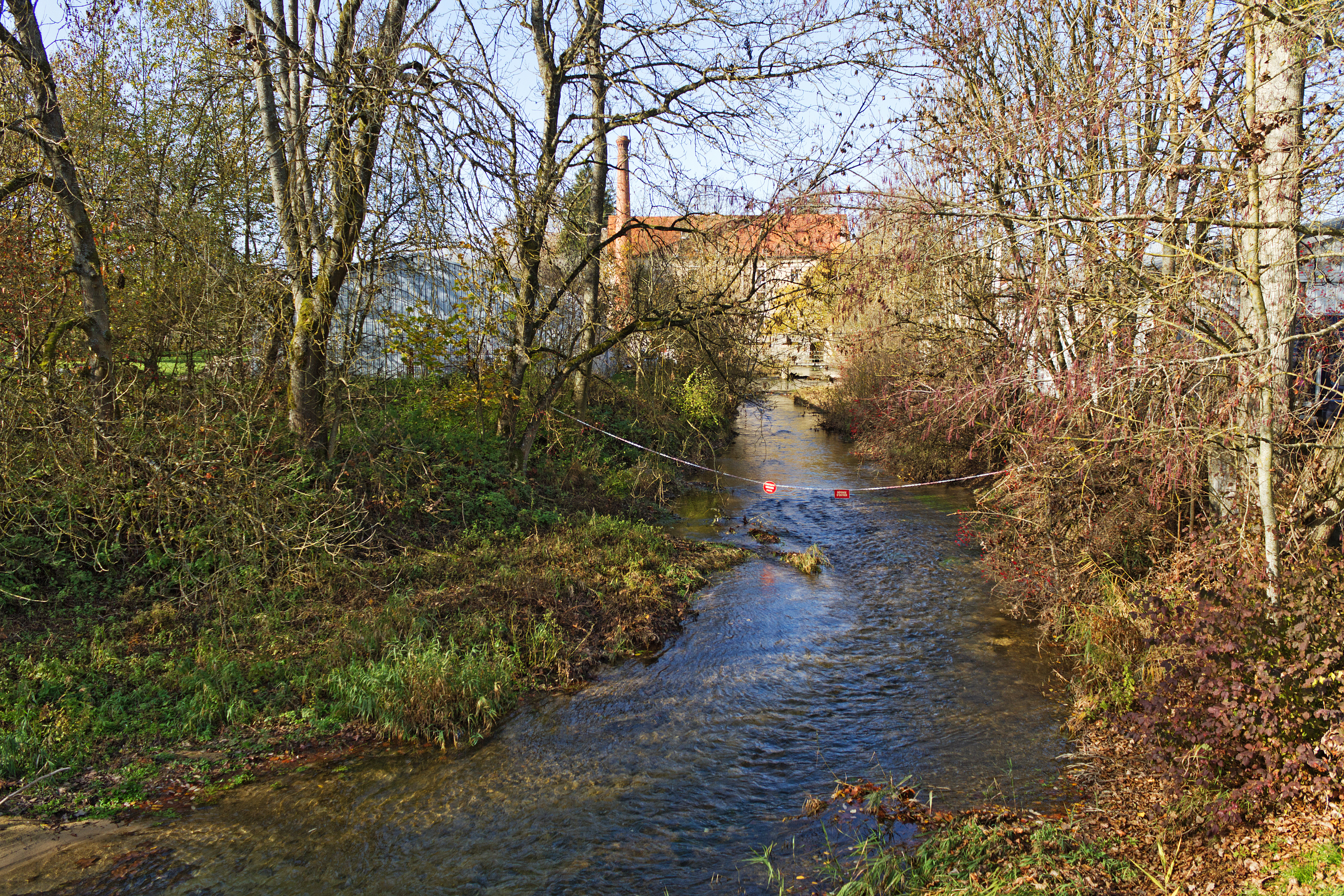
Bief du moulin dérivé de l'Ignon.
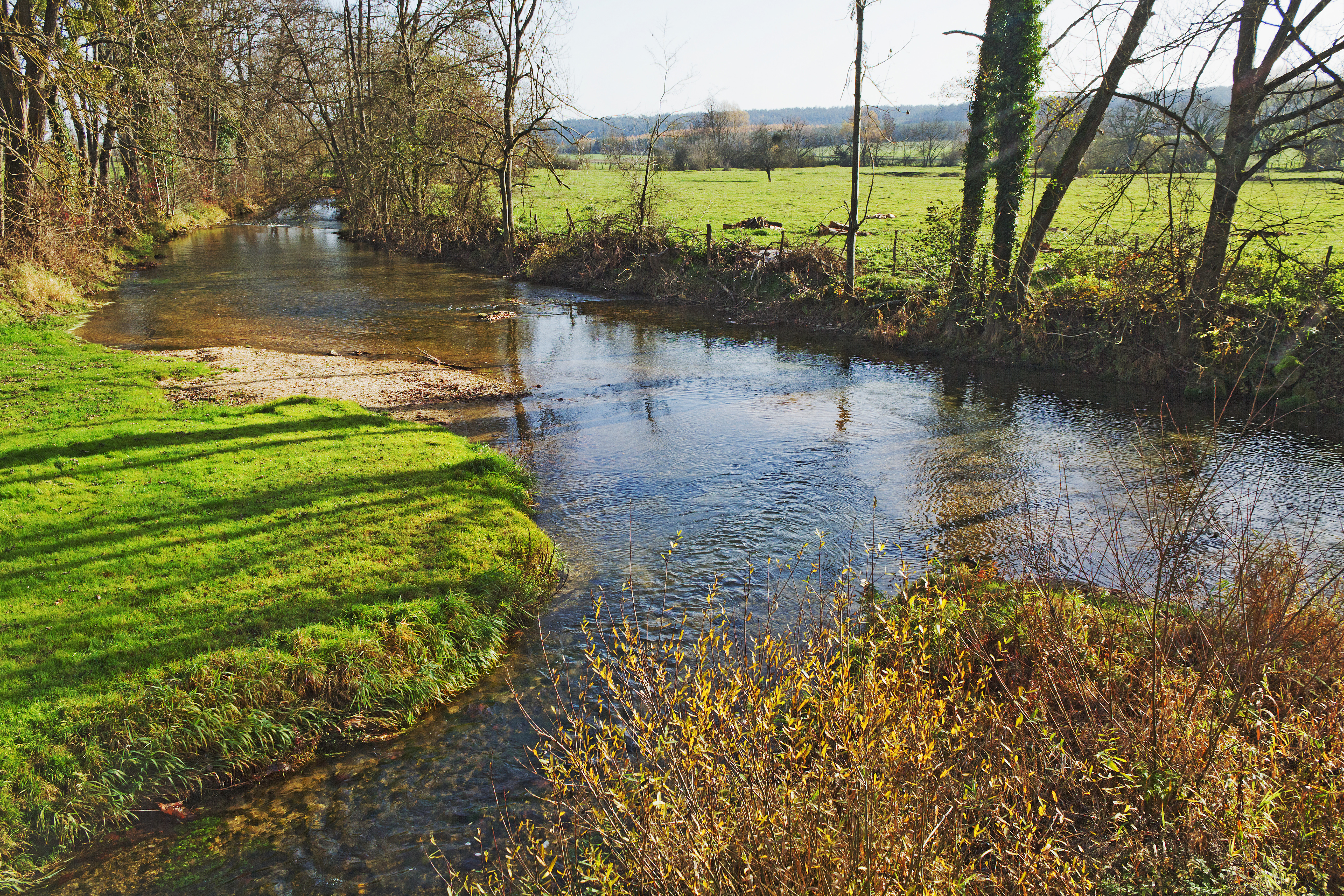
L'Ignon et la prise d'eau du bief.

### Climat
Pour des articles plus généraux, voir Climat de la Bourgogne-Franche-Comté et Climat de la Côte-d'Or.
En 2010, le climat de la commune est de type climat des marges montargnardes, selon une étude du Centre national de la recherche scientifique s'appuyant sur une série de données couvrant la période 1971-2000. En 2020, Météo-France publie une typologie des climats de la France métropolitaine dans laquelle la commune est exposée à un climat océanique altéré et est dans une zone de transition entre les régions climatiques « Lorraine, plateau de Langres, Morvan » et « Bourgogne, vallée de la Saône ». 
Pour la période 1971-2000, la température annuelle moyenne est de 10,6 °C, avec une amplitude thermique annuelle de 17,3 °C. Le cumul annuel moyen de précipitations est de 871 mm, avec 12,4 jours de précipitations en janvier et 8,3 jours en juillet. Pour la période 1991-2020, la température moyenne annuelle observée sur la station météorologique de Météo-France la plus proche, « Dijon Toison », sur la commune de Dijon à 22 km à vol d'oiseau, est de 11,5 °C et le cumul annuel moyen de précipitations est de 771,8 mm,. Pour l'avenir, les paramètres climatiques de la commune estimés pour 2050 selon différents scénarios d'émission de gaz à effet de serre sont consultables sur un site dédié publié par Météo-France en novembre 2022.

## Urbanisme

### Typologie
Au 1er janvier 2024, Diénay est catégorisée commune rurale à habitat dispersé, selon la nouvelle grille communale de densité à 7 niveaux définie par l'Insee en 2022.
Elle est située hors unité urbaine. Par ailleurs la commune fait partie de l'aire d'attraction de Dijon, dont elle est une commune de la couronne,. Cette aire, qui regroupe 333 communes, est catégorisée dans les aires de 200 000 à moins de 700 000 habitants,.

### Occupation des sols
L'occupation des sols de la commune, telle qu'elle ressort de la base de données européenne d’occupation biophysique des sols Corine Land Cover (CLC), est marquée par l'importance des forêts et milieux semi-naturels (57,4 % en 2018), une proportion sensiblement équivalente à celle de 1990 (57,9 %). La répartition détaillée en 2018 est la suivante : 
forêts (57,4 %), terres arables (31,5 %), prairies (8,4 %), zones urbanisées (2,7 %). L'évolution de l’occupation des sols de la commune et de ses infrastructures peut être observée sur les différentes représentations cartographiques du territoire : la carte de Cassini (XVIIIe siècle), la carte d'état-major (1820-1866) et les cartes ou photos aériennes de l'IGN pour la période actuelle (1950 à aujourd'hui).

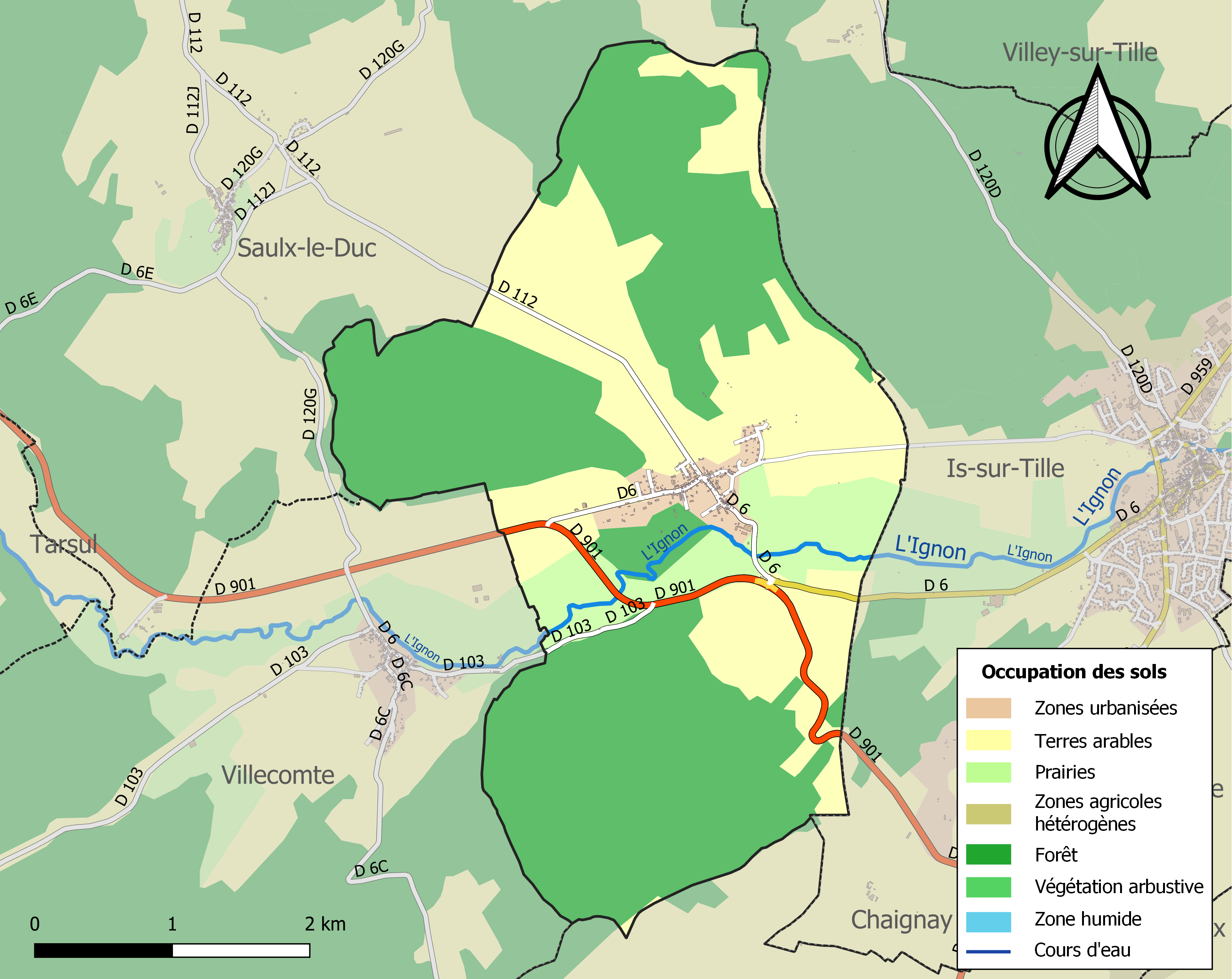
Carte des infrastructures et de l'occupation des sols de la commune en 2018 (CLC).

## Histoire

### Carte de Cassini
|  |  |

La carte de Cassini ci-dessus montre qu'au XVIIIè siècle, Diénay est une Paroisse située sur la rive gauche de la rivière L'Ignon.

Deux moulins à eau sont représentés sur le cours de la rivière, dont un,  La Forge, dont la force motrice servait à battre le fer.

## Politique et administration

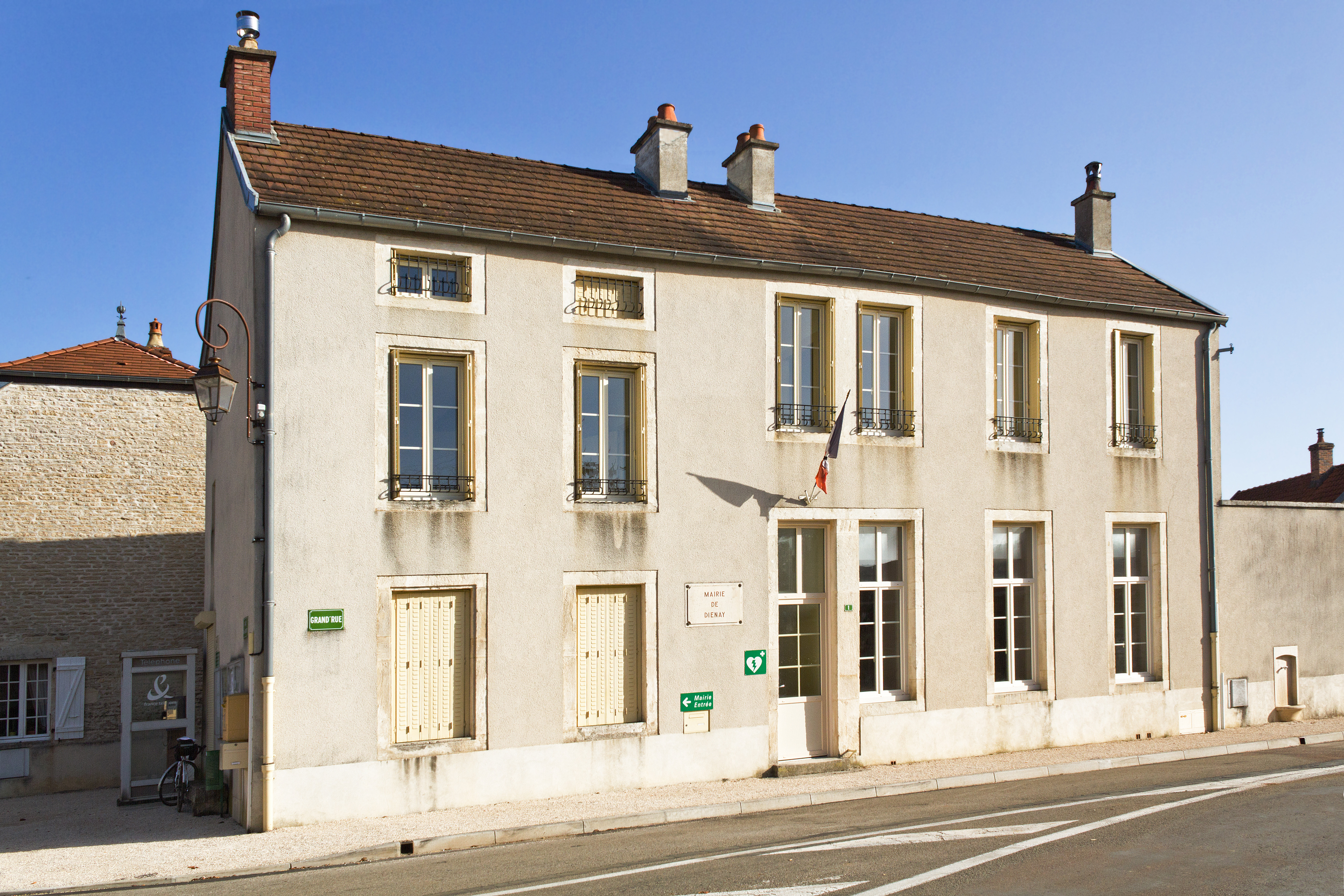
Mairie de Diénay

## Démographie
L'évolution du nombre d'habitants est connue à travers les recensements de la population effectués dans la commune depuis 1793. Pour les communes de moins de 10 000 habitants, une enquête de recensement portant sur toute la population est réalisée tous les cinq ans, les populations de référence des années intermédiaires étant quant à elles estimées par interpolation ou extrapolation. Pour la commune, le premier recensement exhaustif entrant dans le cadre du nouveau dispositif a été réalisé en 2005.

En 2022, la commune comptait 383 habitants, en évolution de +2,68 % par rapport à 2016 (Côte-d'Or : +0,82 %, France hors Mayotte : +2,11 %).
| 1793 | 1800 | 1806 | 1821 | 1831 | 1836 | 1841 | 1846 | 1851 |
| ---- | ---- | ---- | ---- | ---- | ---- | ---- | ---- | ---- |
| 192  | 295  | 269  | 279  | 282  | 272  | 256  | 218  | 208  |

| 1856 | 1861 | 1866 | 1872 | 1876 | 1881 | 1886 | 1891 | 1896 |
| ---- | ---- | ---- | ---- | ---- | ---- | ---- | ---- | ---- |
| 249  | 235  | 201  | 174  | 152  | 174  | 188  | 209  | 206  |

| 1901 | 1906 | 1911 | 1921 | 1926 | 1931 | 1936 | 1946 | 1954 |
| ---- | ---- | ---- | ---- | ---- | ---- | ---- | ---- | ---- |
| 196  | 202  | 181  | 206  | 221  | 318  | 178  | 228  | 204  |

| 1962 | 1968 | 1975 | 1982 | 1990 | 1999 | 2005 | 2006 | 2010 |
| ---- | ---- | ---- | ---- | ---- | ---- | ---- | ---- | ---- |
| 197  | 205  | 165  | 230  | 241  | 235  | 244  | 252  | 296  |

| 2015 | 2020 | 2022 | - | - | - | - | - | - |
| ---- | ---- | ---- | - | - | - | - | - | - |
| 359  | 378  | 383  | - | - | - | - | - | - |

## Lieux et monuments
La commune n'a pas de monument classé à l'inventaire des monuments historiques, 1 élément y est répertorié.
- La glacière a été construite au XVIIIe siècle par le propriétaire du château Charles Vaillant de Meixmoron. Le puits à glace est une tour d'un ancien château-fort. Située sur la butte féodale qui porte l'église, sa terrasse offre en outre une vue sur le village.

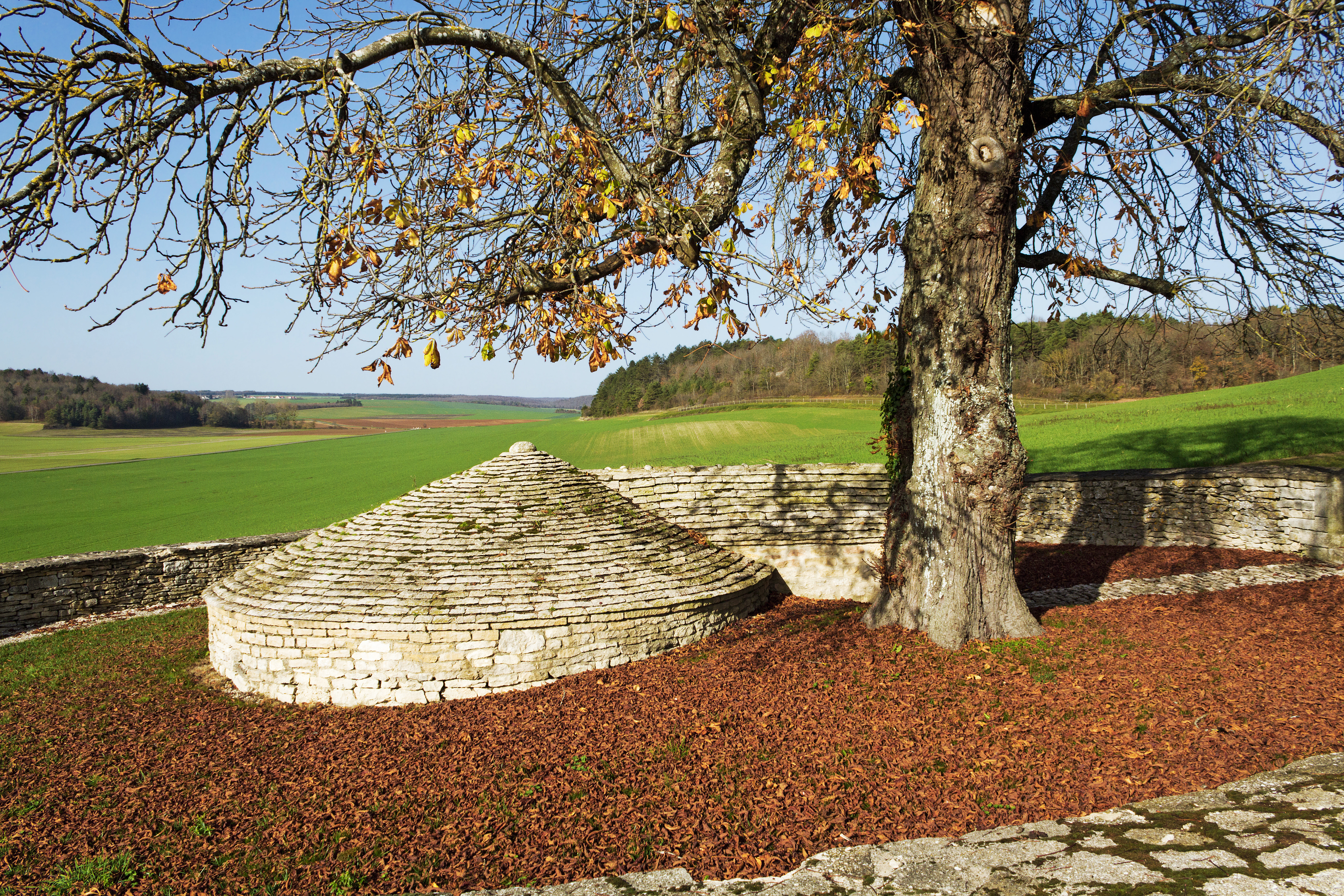
Glacière de Diénay.
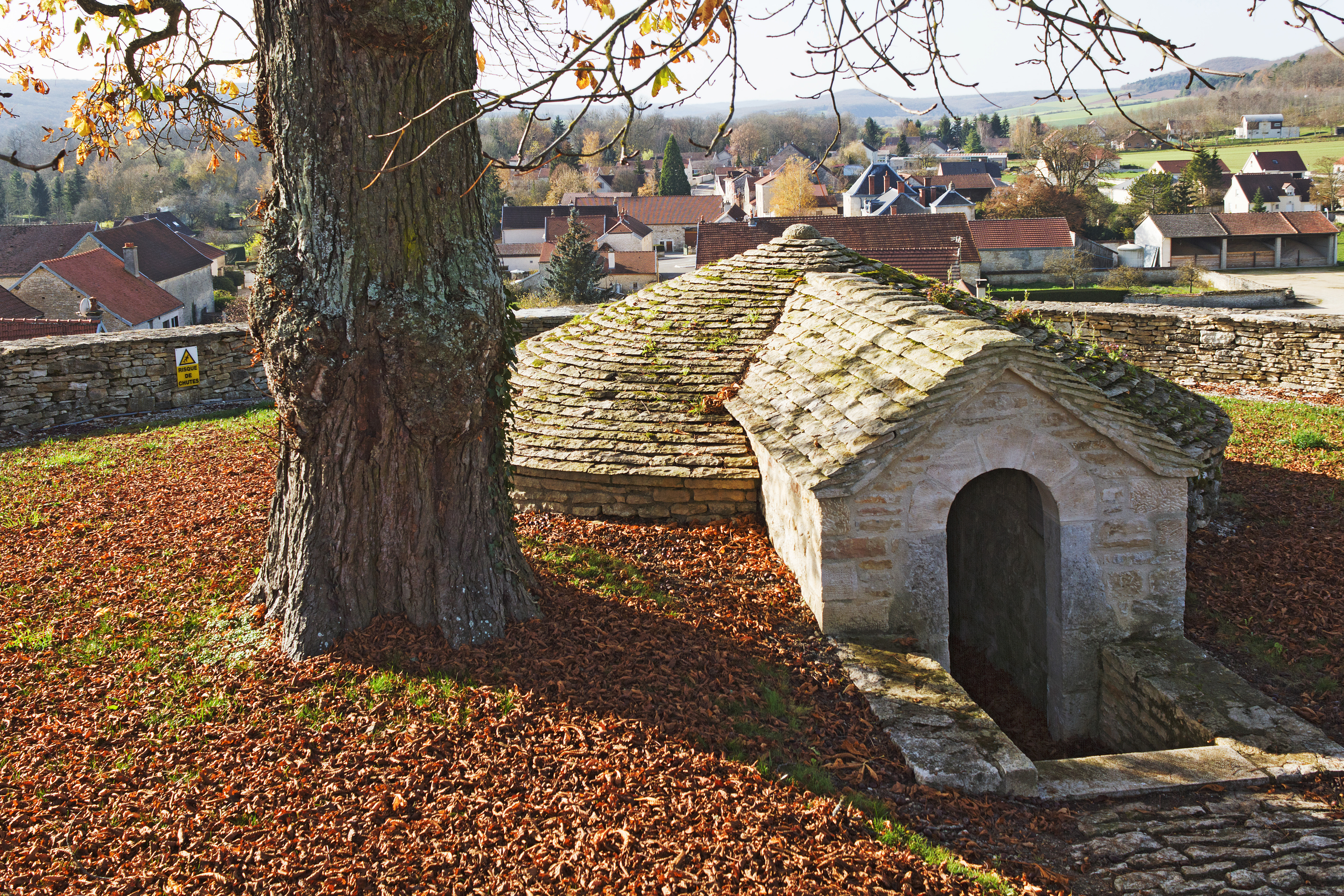
Entrée de la glacière.
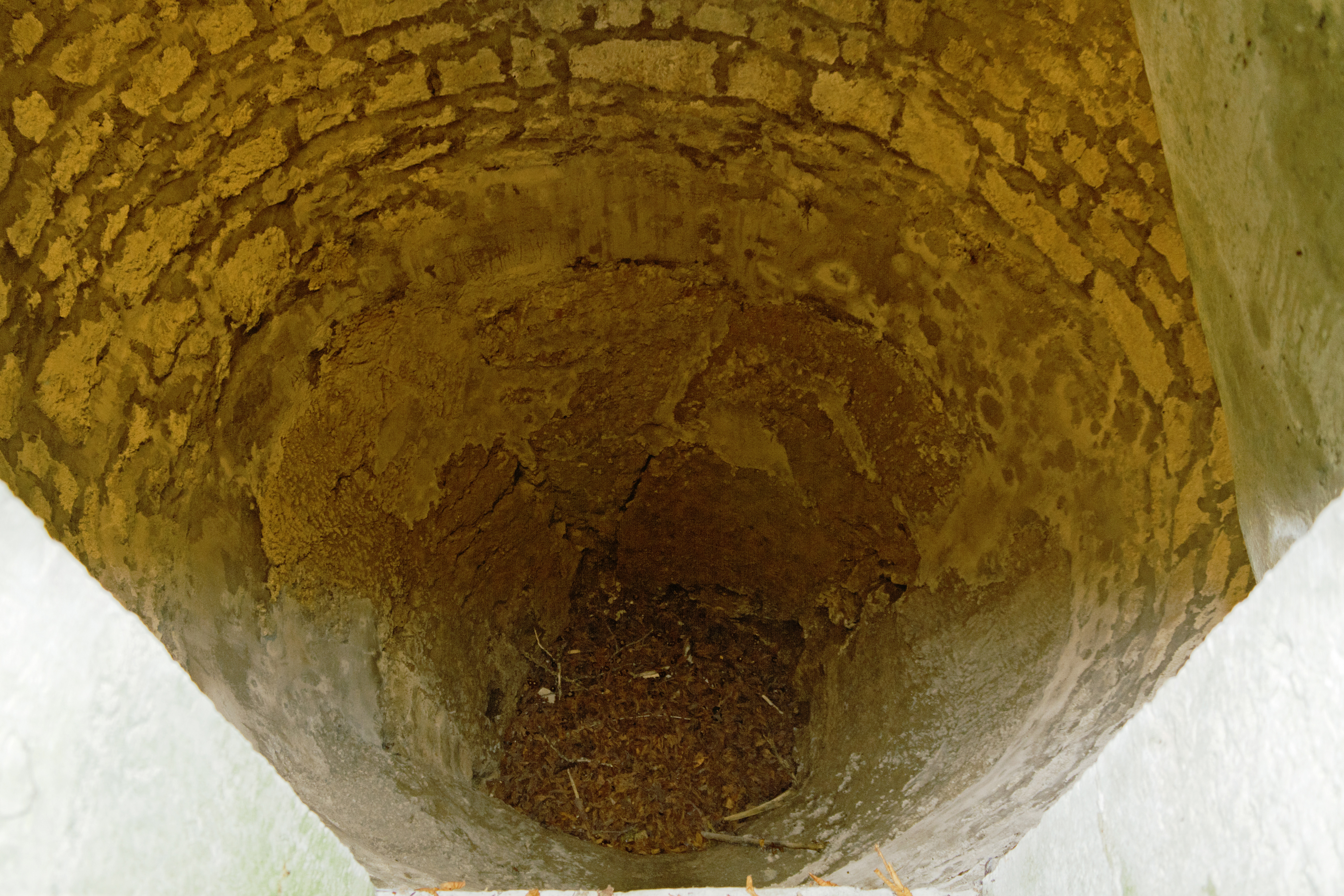
Puits à glace.

- l'église Saint-Corneille a été construite selon un plan en croix latine, du XVIe au XVIIIe siècle, sur l'emplacement de l'ancienne chapelle du château fort. On y accède par un grand escalier à cinq paliers, elle abrite une statue de saint Pierre du XVIe siècle  Classé MH (1966)[18].
- les anciens haras de Bourgogne ouverts dans une ferme par les élus des États en 1779 sous l'impulsion de Jean-Baptiste Vaillant de Meixmoron afin de "rétablir l'espèce des chevaux abâtardie en Bourgogne"[19]. Les bâtiments retrouveront leur vocation première au lendemain de la Révolution (en 1790). Seul le hangar avec ses arches en plein cintre est contemporain de cette période, des hangars, des écuries et des bergeries rondes (construites en bois) ont disparu.

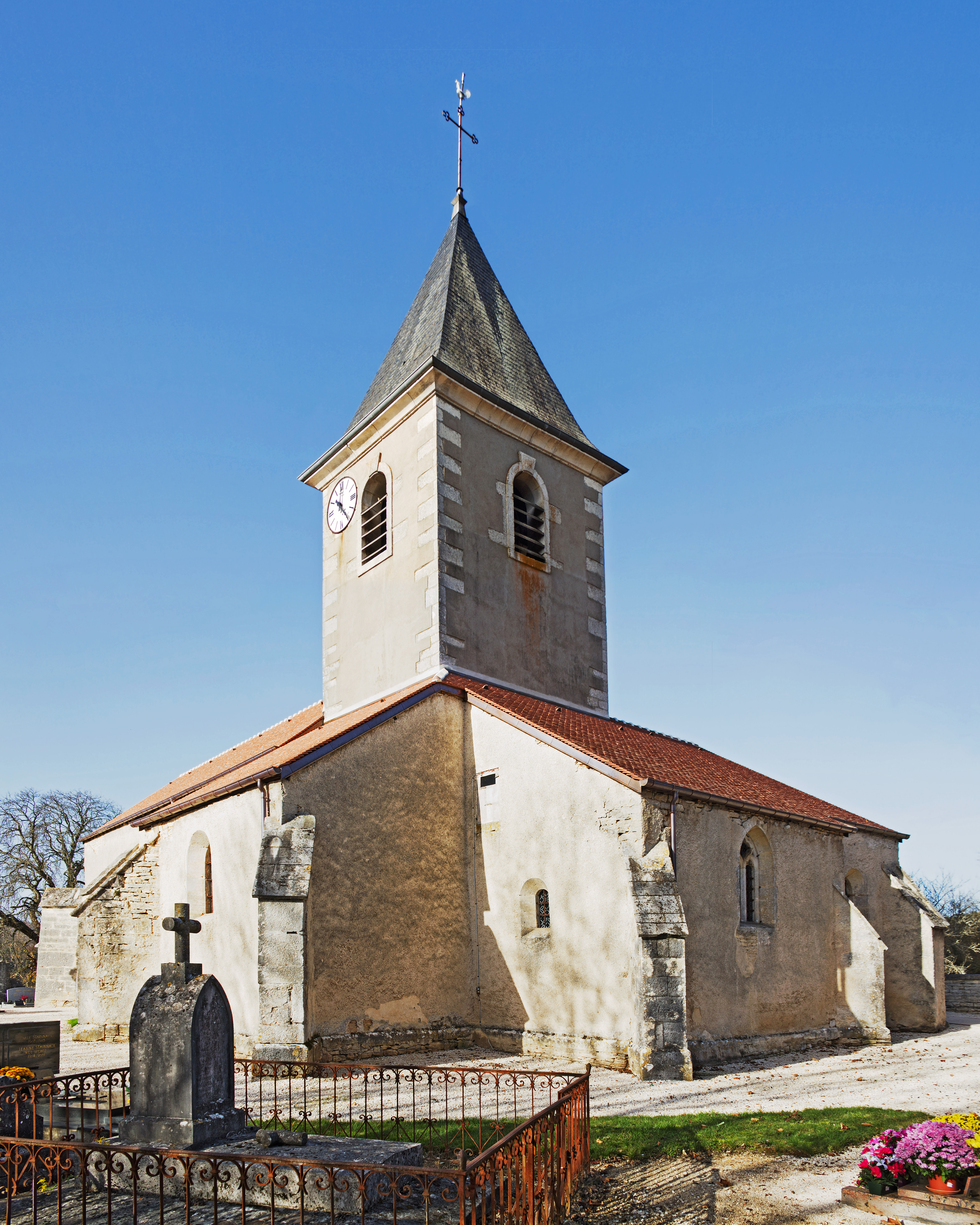
Église Saint-Corneille.
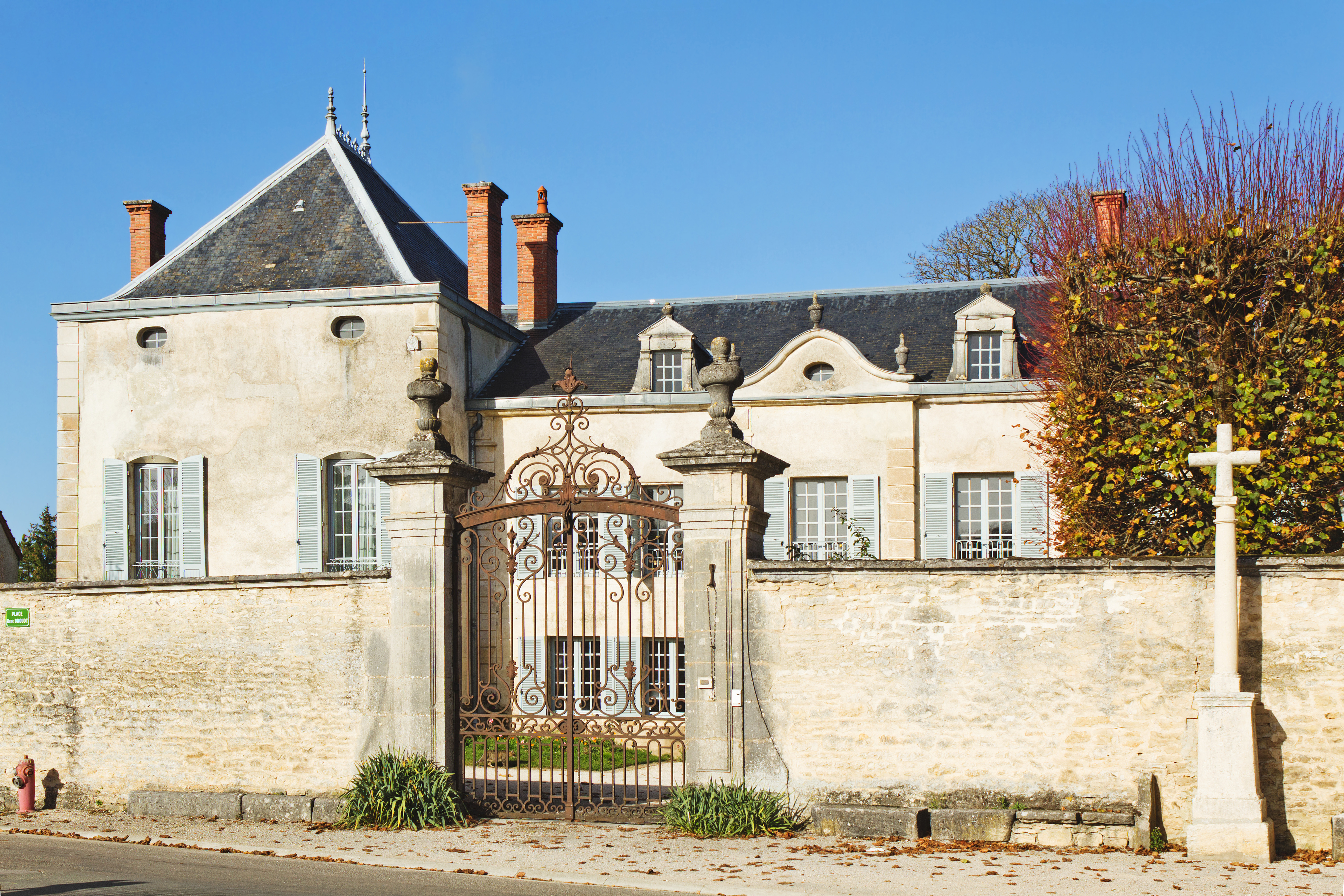
Maison seigneuriale dite Bosq-Cousturier
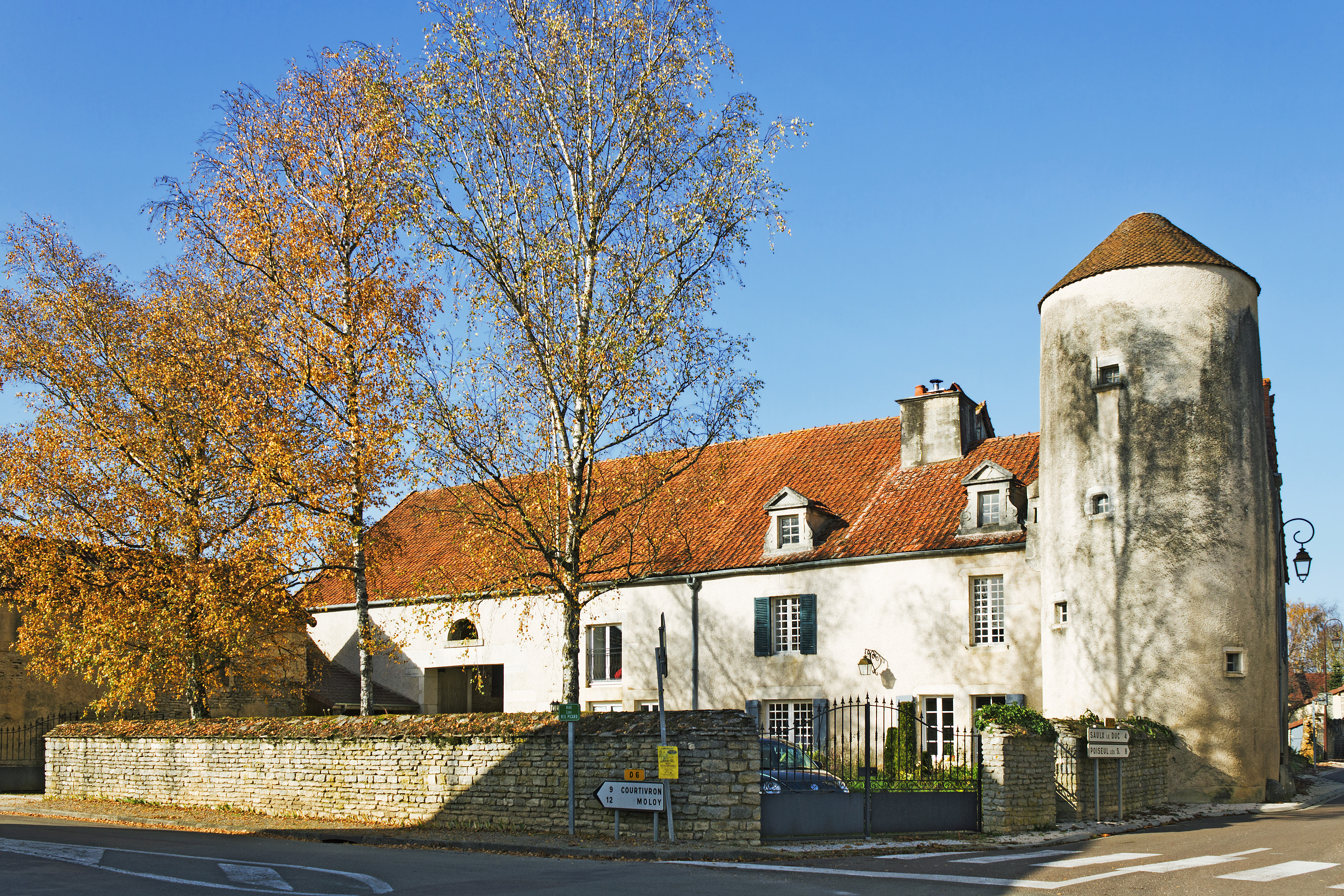
Ancien relais de Poste, Auberge Estivalet.

- le lavoir de 1838 est bâti sur le bief du moulin (et corderie pendant un temps). On y accède par la rue de l'Abreuvoir.
- le site gallo-romain a été découvert en 1950 et partiellement fouillé de 1958 à 1963. La mise en œuvre de la déviation sur la D 901 en 1974 a déclenché des fouilles rapides qui ont mis au jour de nombreux vestiges et des constructions en pierre, dont une grande piscine de 10 m.
- le château de Meixmoron se situe sur l'emplacement d'une ancienne villa gallo-romaine qui a été acquis par Gonzague Vaillant, proche d'Henri IV et originaire de Dombasle-sur-Meurthe, et qui se nommait le Meix Moron. Les descendants de Gonzague qui seront "Seigneurs de Meixmoron de Dombasle" agrandiront le premier pavillon de chasse pour en faire le château actuel. Il servira d'atelier au peintre Charles de Meixmoron de Dombasle qui y recevra entre autres Monet et Degas.

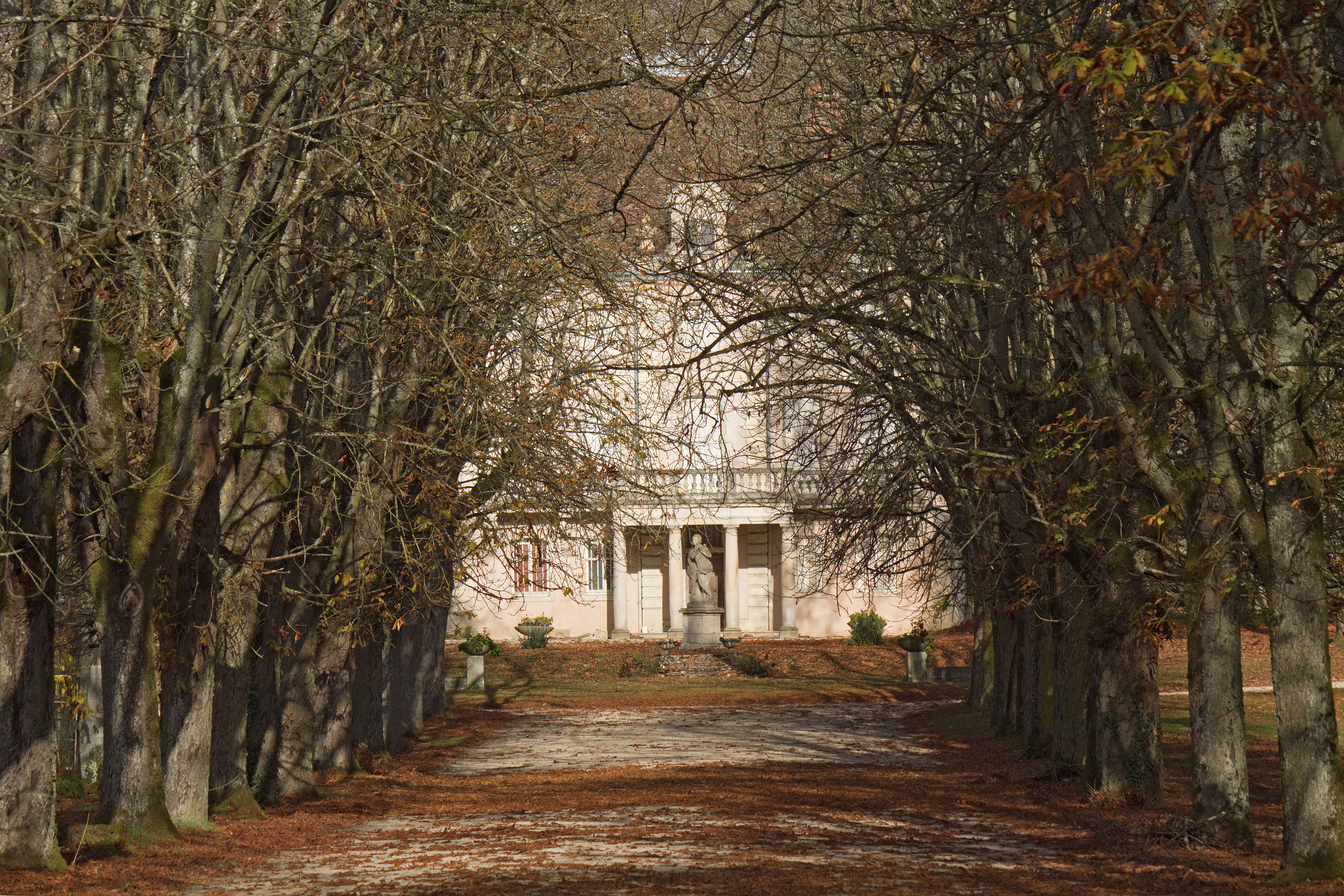
Château de Meixmoron.
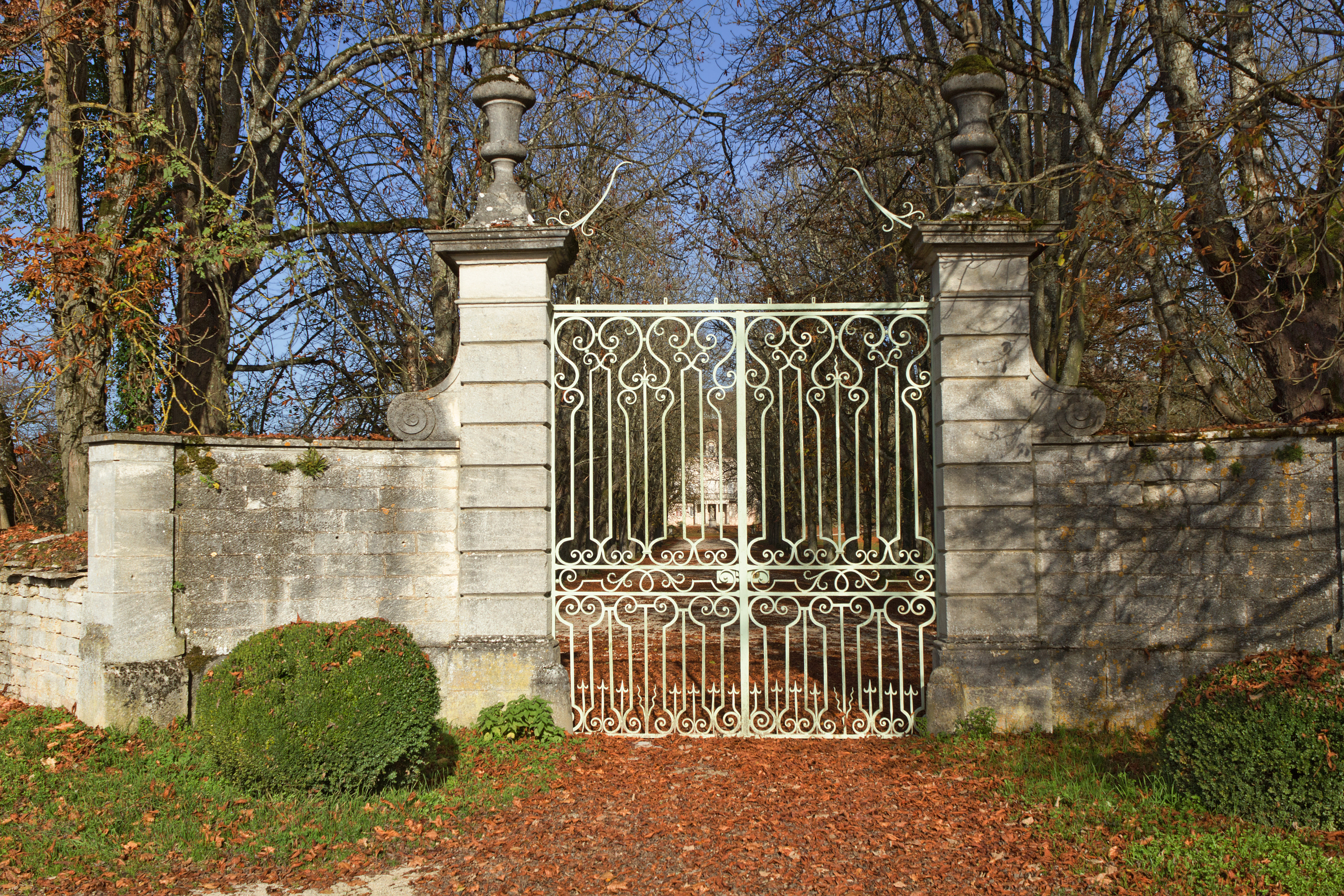
Grille du château.

- Le monument aux morts de la Première et de la Seconde Guerres mondiales.

## Personnalités liées à la commune
- Pierre Georges Jeanniot (1934-1848) : peintre, dessinateur, aquarelliste et graveur, possédait une propriété à Diénay où il accueillit souvent Edgar Degas. Il signait souvent sous le pseudonyme "Diénay". Sa fille, Marcelle (1879-1966), Comédienne à l'Odéon, épousera, en 1919, en troisièmes noces, Charles Dullin (1885-1949).
- Lucie Cousturier (1870-1925), peintre pointilliste, amie de Georges Seurat. Son mari, Edmond Cousturier, peintre et critique d'art, possédait une propriété à Diénay.
- Charles de Meixmoron de Dombasle (1839-1912), peintre postimpressionniste qui habitait le château de Meixmoron.
- Guy Auffray (1945-2021), né à Diénay, judoka français, champion d'Europe.
- L'auteur de Vaudeville Georges Feydeau a séjourné à Diénay.
- Paul Bosq (1845-1922), romancier et journaliste, s'est installé à Diénay en 1906[20].